# 영암 도갑사 수미왕사비
영암 도갑사 수미왕사비(靈岩 道岬寺 守眉王師碑)는 전라남도 영암군 군서면 도갑리, 도갑사에 있는 석비이다. 1987년 6월 1일 전라남도의 유형문화재 제152호로 지정되었다.

## 개요
도갑사 경내에 서 있는 비로, 영암 출신 수미왕사의 활동과 내력을 기록하고 있다. 수미는 조선시대 승려로 13세에 출가하였고, 불교를 숭상했던 세조 임금이 그 스승(왕사)으로 모셨던 인물이다.
비는 거북모양의 받침 위에 비몸을 세우고 머릿돌을 올린 일반적인 모습이다. 형식적으로 조각된 거북받침은 머리가 용의 머리처럼 바뀌었으나, 목이 짧다. 앞발과 뒷발의 발톱이 다섯개씩이다. 거북 등에는 벌집모양의 육각형이 매우 두껍게 조각되어 있다. 비몸 위에 놓인 머릿돌에는 섬세하게 조각된 구름 위로 중간과 양 모서리에 다투듯 뒤엉킨 두마리의 용을 새겨놓았다.
선조 14년(1581)에 비가 넘어져 새로 세운 것으로, 인조 7년(1629)에 시작하여 인조 11년(1633)에 완성하였다. 전체적으로 조각의 솜씨와 비문의 필치가 섬세하고 우수한 작품으로, 17세기 초에 세운 석비로서는 특이하게도 고려시대 유행하였던 양식과 수법을 그대로 따르고 있어 눈길을 끈다.

## 같이 보기
- 영암 도갑사 수미왕사진영 - 전라남도 유형문화재 제177호

## 참고 자료
- 도갑사수미왕사비 - 국가유산청 국가유산포털